# Burgan

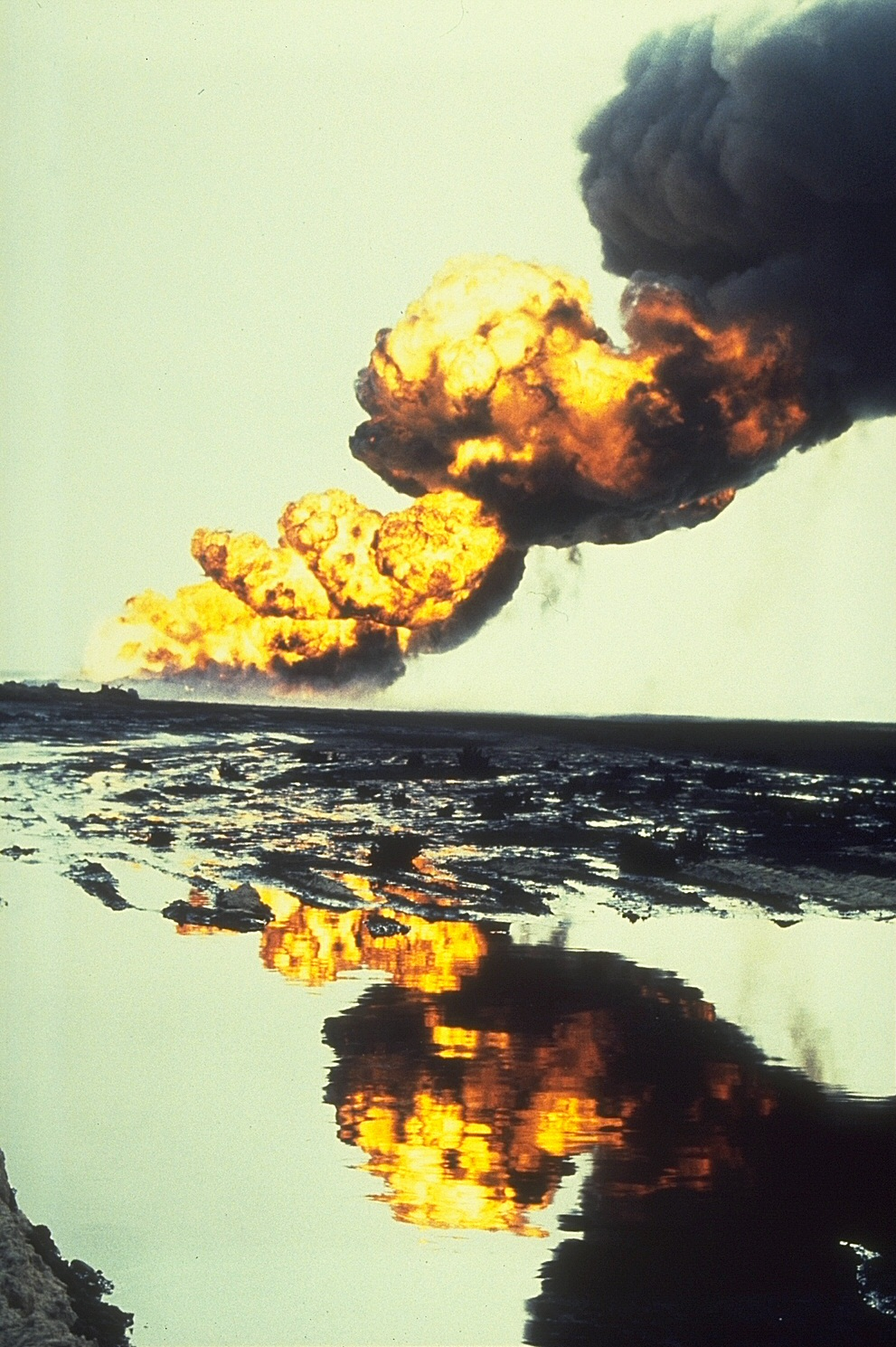
Feuer im Burgan-Ölfeld im Zweiten Golfkrieg (Januar 1991)

Burgan (arabisch برقان, DMG Burqān) ist ein Erdölfeld in Kuwait. Es wurde im Februar 1938 entdeckt und beinhaltete anfangs etwa 65 Mrd. Barrel Erdöl. Damit ist es nach Ghawar in Saudi-Arabien das zweitgrößte Ölfeld der Welt. Täglich werden etwa 1,7 Mio. Barrel Erdöl gefördert. Nach Aussage der Kuwait Oil Company hat das Feld im Jahr 2005 sein Fördermaximum erreicht.
Darauf könnte auch indirekt der im Juni 2007 durch den Ölminister des Scheichtums Scheich Ali Jarrah Al-Sabah eingeräumte Umstand hinweisen, dass das ganze Land selbst nur noch über 48 Mrd. Barrel Erdöl verfüge, statt der lange Zeit behaupteten 101 Mrd. Barrel. Al-Sabah ließ gleichzeitig durchblicken, Kuwait verfüge noch über 150 Mrd. Barrel Erdöl an „wahrscheinlichen“ Reserven. Diese Reserven gelten jedoch als unbewiesen. Sollten sie sich bewahrheiten, könnte laut internationalen Erdöl-Geologennetzwerk ASPO Kuwait sein bisheriges Produktionsniveau bis 2025 aufrechterhalten, ehe das Land das allmähliche Versiegen seiner Erdölreserven erleben werde.